# 李伯康 (1903年)
李伯康（1903年—1978年），出生于浙江平湖，苏州评弹响档。李伯康本姓王，系新仓王家桥贫户子，自幼因家庭困难过继到同乡顾姓，七岁时为海宁评弹名家李文彬收养，取名李伯康。在父亲启蒙熏陶下，李伯康13岁初登舞台，19岁便能够在台上独当一面，进入上海书坛后名声鹊起，成为响档，以《杨乃武》《双珠凤》闻名。1938年因病改行创办纺织厂，40年代重回舞台。1949年后，当选上海市评弹改进协会当选为第一任理事。1950年，演出改编新剧《杨娥传》《红岩》。1960年，任职黄浦区长征评弹团艺委会。曾任为上海市曲艺家协会、戏剧家协会会员。李伯康在解放后长期钻研《杨乃武》，其改编的“密室相会”亦成为评弹书目中影响较大的“关子”。:201